# Amtsgericht Groß-Gerau

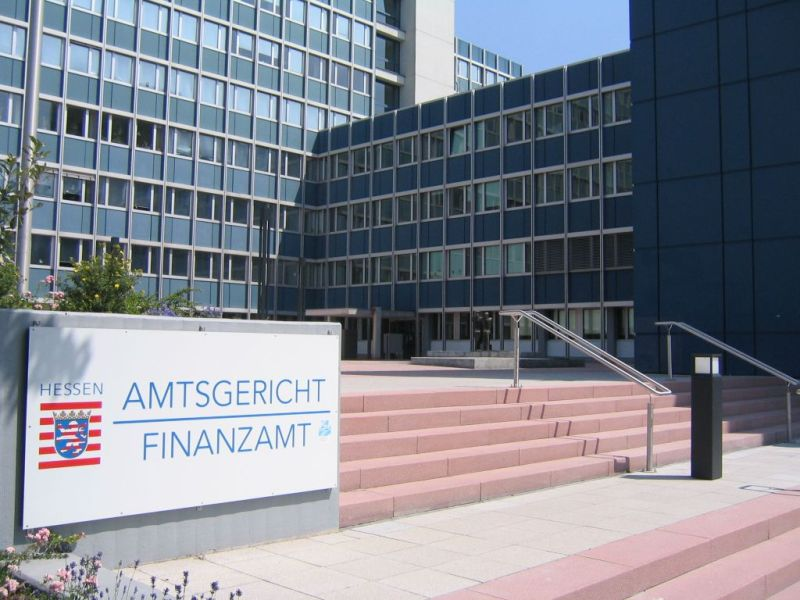
Amtsgericht Groß-Gerau

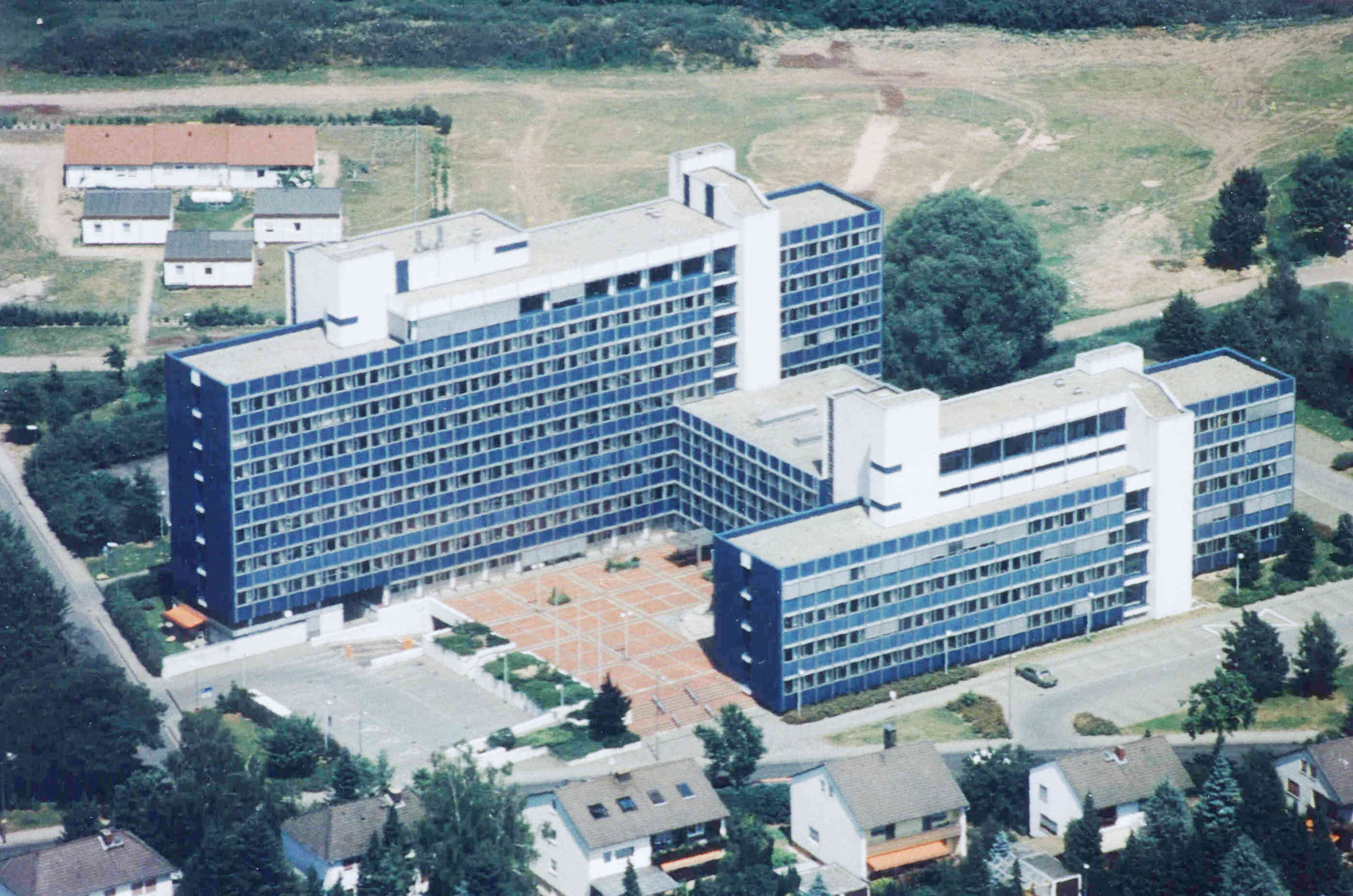
Amtsgericht Groß-Gerau 1987

Das Amtsgericht Groß-Gerau ist ein seit 1879 bestehendes Amtsgericht mit Sitz in der Stadt Groß-Gerau.

## Gerichtssitz und -bezirk

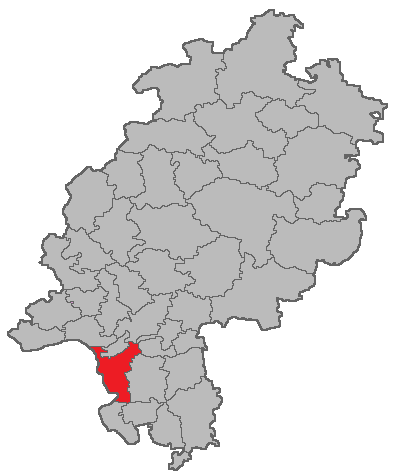
Lage des Amtsgerichtsbezirks Groß-Gerau in Hessen

Der Sitz des Gerichtes befindet sich am Europaring 11–13 in 64521 Groß-Gerau. Der Gerichtsbezirk des Amtsgerichts Groß-Gerau umfasst heute die Städte und Gemeinden Biebesheim am Rhein, Bischofsheim, Büttelborn, Gernsheim, Ginsheim-Gustavsburg, Groß-Gerau, Mörfelden-Walldorf, Nauheim, Riedstadt, Stockstadt am Rhein und Trebur.
Historisch bestand der Gerichtsbezirk aus:
| Gemeinde            | Herkunft                  | Zugang     | Abgang    | Nach                    |
| ------------------- | ------------------------- | ---------- | --------- | ----------------------- |
| Allmendfeld         | neu formiert              | 1937       |           |                         |
| Astheim             | Landgericht Großgerau     | 1879       |           |                         |
| Bauschheim          | Landgericht Großgerau     | 1879       |           |                         |
| Berkach             | Landgericht Großgerau     | 1879       |           |                         |
| Biebesheim am Rhein | Amtsgericht Gernsheim     | 1934       |           |                         |
| Bischofsheim        | Landgericht Großgerau     | 1879, 1945 | 1931–1945 | Amtsgericht Mainz       |
| Büttelborn          | Landgericht Großgerau     | 1879       |           |                         |
| Crumstadt           | Amtsgericht Gernsheim     | 1934       |           |                         |
| Dornberg            | Landgericht Großgerau     | 1879       |           |                         |
| Dornheim            | Landgericht Großgerau     | 1879       |           |                         |
| Erfelden            | Landgericht Großgerau     | 1879       |           |                         |
| Geinsheim           | Landgericht Großgerau     | 1879       |           |                         |
| Gernsheim           | Amtsgericht Gernsheim     | 1934       |           |                         |
| Ginsheim            | Landgericht Großgerau     | 1879, 1945 | 1931–1945 | Amtsgericht Mainz       |
| Goddelau            | Landgericht Großgerau     | 1879       |           |                         |
| Groß-Gerau          | Landgericht Großgerau     | 1879       |           |                         |
| Haßloch             | Landgericht Großgerau     | 1879       |           |                         |
| Klein-Gerau         | Landgericht Großgerau     | 1879       |           |                         |
| Klein-Rohrheim      | Amtsgericht Gernsheim     | 1934       |           |                         |
| Königstädten        | Landgericht Großgerau     | 1879       |           |                         |
| Leeheim             | Landgericht Großgerau     | 1879       |           |                         |
| Mörfelden           | Amtsgerichtsbezirk Langen | 1883       |           |                         |
| Nauheim             | Landgericht Großgerau     | 1879       |           |                         |
| Raunheim            | Landgericht Großgerau     | 1879       | 1976      | Amtsgericht Rüsselsheim |
| Rüsselsheim         | Landgericht Großgerau     | 1879       | 1976      | Amtsgericht Rüsselsheim |
| Stockstadt          | Amtsgericht Gernsheim     | 1934       |           |                         |
| Trebur              | Landgericht Großgerau     | 1879       |           |                         |
| Walldorf            | Amtsgericht Langen        | 1883       |           |                         |
| Wallerstädten       | Landgericht Großgerau     | 1879       |           |                         |
| Wolfskehlen         | Landgericht Großgerau     | 1879       |           |                         |
| Worfelden           | Landgericht Großgerau     | 1879       |           |                         |

## Zuständigkeit
Das Amtsgericht Groß-Gerau ist die erste Instanz in Zivil-, Familien- und Strafsachen für den eigenen Gerichtsbezirk. Darüber hinaus ist es zuständig als Jugendschöffen- und Schöffengericht für den eigenen Bezirk und den Amtsgerichtsbezirk Rüsselsheim. Nicht zuständig ist das AG Groß-Gerau für Handels-, Genossenschafts- und Vereinsregistersachen sowie Insolvenzsachen. Hierfür ist das Amtsgericht Darmstadt zuständig. Für Mahnverfahren ist es ebenfalls nicht zuständig, in diesem Fall liegt für ganz Hessen die Zuständigkeit beim Amtsgericht Hünfeld.

## Geschichte

### Gründung
Mit dem Gerichtsverfassungsgesetz von 1877 wurden Organisation und Bezeichnungen der Gerichte reichsweit vereinheitlicht. Zum 1. Oktober 1879 hob das Großherzogtum Hessen deshalb die Landgerichte auf, die bis dahin in den rechtsrheinischen Provinzen des Großherzogtums die Gerichte erster Instanz gewesen waren. Funktional ersetzt wurden sie durch Amtsgerichte. So ersetzte das Amtsgericht Groß-Gerau das Landgericht Groß-Gerau. „Landgerichte“ nannten sich nun die den Amtsgerichten direkt übergeordneten Obergerichte. Das Amtsgericht Groß-Gerau wurde dem Bezirk des Landgerichts Darmstadt zugeordnet.

### Weitere Entwicklung
Mit Wirkung vom 1. Januar 1883 wurden die Gemarkungen Mörfelden und Walldorf vom Amtsgerichtsbezirk Langen abgetrennt und dem Amtsgerichtsbezirk Groß-Gerau zugeteilt.
Zum 1. April 1931 wurden die Orte Bischofsheim und Ginsheim-Gustavsburg, nachdem sie in die Stadt Mainz eingegliedert worden waren, dem Amtsgericht Mainz zugewiesen.
Dagegen kamen die Gemeinden Gernsheim, Biebesheim, Crumstadt, Klein-Rohrheim und Stockstadt zum Sprengel des Groß-Gerauer Gerichts hinzu, als das Amtsgericht Gernsheim zum 1. Oktober 1934 aufgelöst wurde.
Die aus Teilen von Gernsheim, Crumstadt, Pfungstadt und Hähnlein am 31. Oktober 1937 neu gebildete Gemeinde Allmendfeld wurde zum 1. Oktober 1938 dem Amtsgericht Groß-Gerau zugewiesen.
Als nach dem Zweiten Weltkrieg die Grenze zwischen dem französisch besetzten Gebiet und der Amerikanischen Besatzungszone im Rhein verlief, wurden die rechtsrheinisch gelegenen, ehemals Mainzer Stadtteile Bischofsheim und Ginsheim-Gustavsburg wieder dem Amtsgericht Groß-Gerau zugeteilt.
Mit Wirkung vom 1. Oktober 1956 wurde für die Gemeinden Raunheim und Rüsselsheim die Zweigstelle Rüsselsheim des Amtsgerichts Groß-Gerau geschaffen, die zum 1. Juni 1976 in ein eigenständiges Amtsgericht umgewandelt wurde.

## Übergeordnete Gerichte
Dem Amtsgericht Groß-Gerau übergeordnet ist das Landgericht Darmstadt und im weiteren Instanzenzug das Oberlandesgericht Frankfurt am Main sowie der Bundesgerichtshof.

## Richter
- Ludwig Ludwig, Amtsrichter ab 1889, Amtsgerichtsrat ab 1894[13]